# Arab Times
Arab Times (in arabo عرب تايمز‎?, arab taaymes - "Tempi arabi") è il quotidiano in lingua araba più venduto negli Stati Uniti, è pubblicato dal Gruppo ITP Publishing. Esiste anche in versione online.
È stato fondato da Osama Fawzy a Houston, Texas e pubblicato per la prima volta nel 1986.